# Икаст
Икаст — датский город в составе области Центральная Ютландия. С 2007 года входит в коммуну Икаст-Бранне.

## Географическое положение
Город расположен в регионе Центральная Ютландия в 28 км от города Силькеборг, и в 69 км от Орхуса.

## Население
По состоянию на 2023 год, численность городского населения составляет 16 215 человек.

## Историческая справка
Вплоть до конца XIX века, Икаст представлял собой небольшую деревню из нескольких построек, окружающих церковь. Во время индустриализации, в Икасте получила развитие текстильная и швейная промышленность, которая считалась основной отраслью в районе, до начала глобализации.
Открытие железной дороги в 1850 году привело к строительству жилых домов вдоль железной дороги и способствовало росту численности населения.
В 1904 году главная достопримечательность города — романская церковь, построенная в XIII веке — сгорела при пожаре. В том же году началось строительство новой церкви, которое завершилось в 1907 году. Новая церковь неоднократно расширялась, последняя реставрация произведена в 2005 году.
В 1948 году была закрыта и выведена из эксплуатации ещё одна местная достопримечательность — водонапорная башня, расположенная в старом городе. В 1989 году на башне оборудована смотровая площадка, а в 2008 году в башне открыт выставочный центр.

## Города-побратимы
- Каменна-Гура, Польша (1991)[2]
- Вознесенск, Украина(2022)